# Christinna Pedersen
Christinna Pedersen   (Aalborg, 12 de maig de 1986) és una esportista danesa internacional d'elit que competeix en bàdminton en la categoria de dobles. És d'Ålborg, Dinamarca.